# Rilakkuma
Rilakkuma (japonsky リラックマ) je fiktivní plyšový medvěd vytvořený japonskou společností San-X jako jeden z maskotů pro jejich psací potřeby. Postavu navrhla v roce 2003 designérka Aki Kondó. Svým vzhledem vychází z fenoménu japonské popkultury kawaii – „roztomilých věcí“ – podobně jako například Hello Kitty společnosti Sanrio. Jeho jméno je složeninou do japonštiny přejatého slova relax a kuma – medvěd. Jeho charakteristikami jsou nicnedělání a pojídání sladkostí a pamlsků.
Kromě psacích a kancelářských potřeb vydává společnost San-X také komiksy, plyšové hračky nebo oblečení. Podle statistik vynesla značka spojená s Rilakkumou společnosti do roku 2016 až 250 miliard jenů (asi 50 miliard korun). Velký úspěch tohoto lenošivého medvěda vysvětluje Carolyn Stevensová částečně vzepřením se mladší generace proti japonské pracovní kultuře plné stresu.

## Rilakkuma a Kaoru
Na streamovací službě Netflix vyšel 19. dubna 2019 třináctidílný animovaný seriál Rilakkuma a Kaoru (japonsky リラックマとカオルさん, Rilakkuma to Kaoru-san) natočený metodou stop motion japonským studiem Dwarf. V něm vystupuje kromě Rilakkumy i medvídě Korilakkuma, žlutý ptáček Kiiroitori a mladá žena Kaoru, u které všechna zvířata bydlí a která se o ně stará. Režisér Masahito Kobajaši uvádí jako inspiraci film Wese Andersona Fantastický pan Lišák. Na seriálu se podílela i původní autorka Rilakkumy, Aki Kondó. Na podzim 2020 bylo oznámeno, že stejné studio pracuje na osmidílném pokračování z prostředí zábavního parku.  Seriál, pod českým názvem Rilakkumova dobrodružství v zábavním parku (リラックマと遊園地 Rilakkuma to júenči), vyšel na Netflixu na konci srpna 2022.

## Galerie

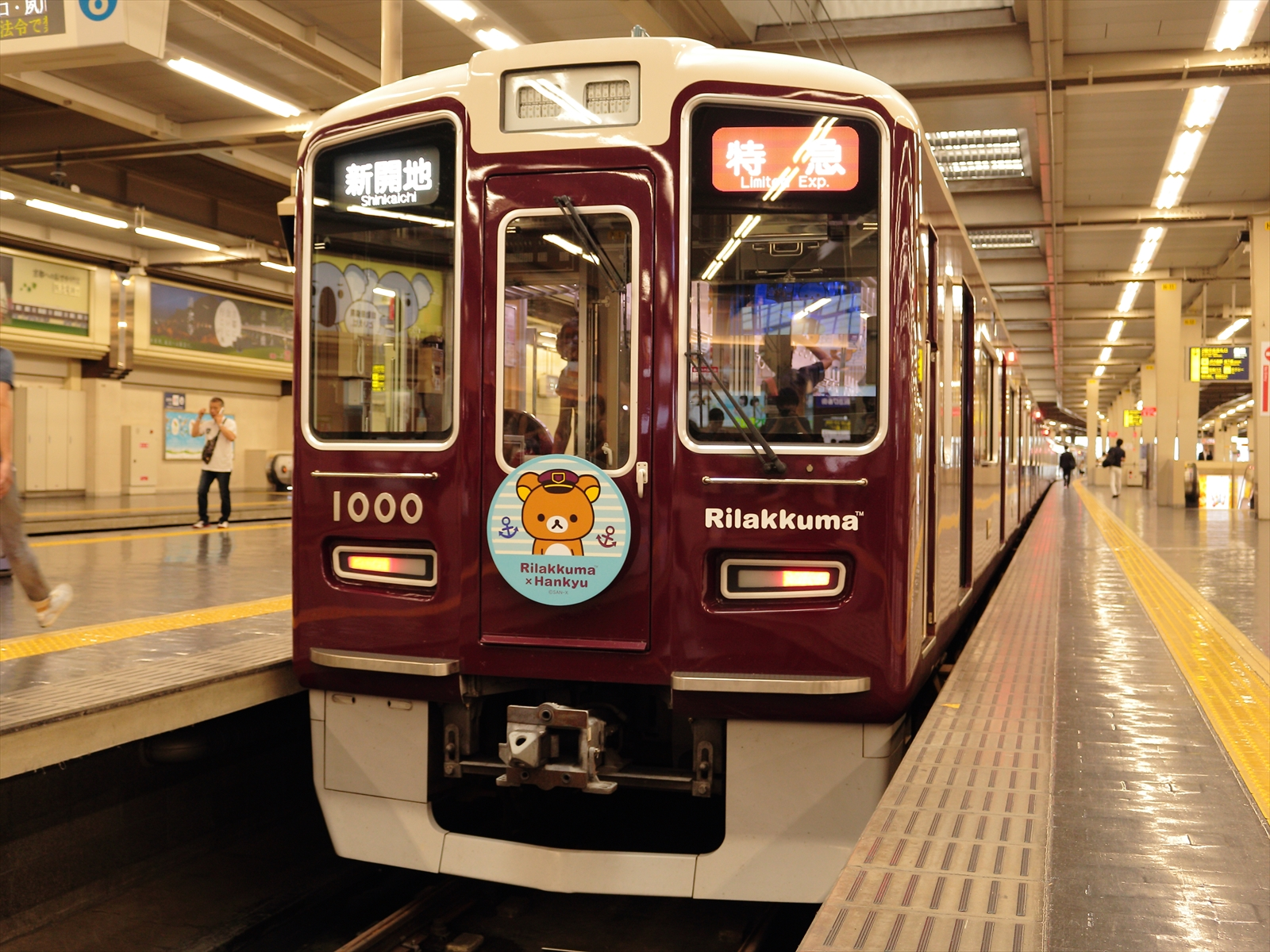
Vlak společnosti Hankyu s vyobrazením Rilakkumy, Ósaka.
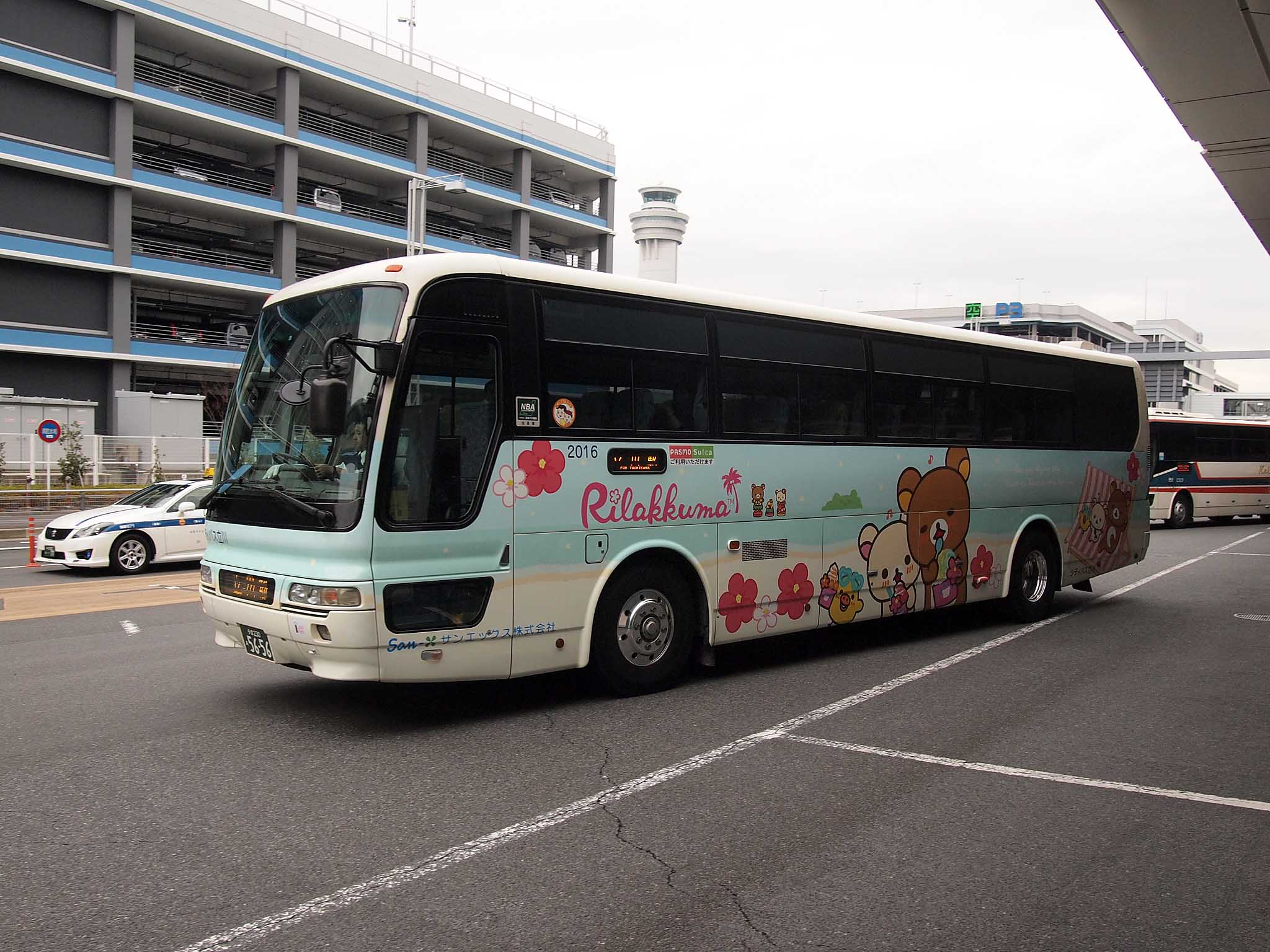
Reklamní polep s Rilakkumou, letiště Haneda.
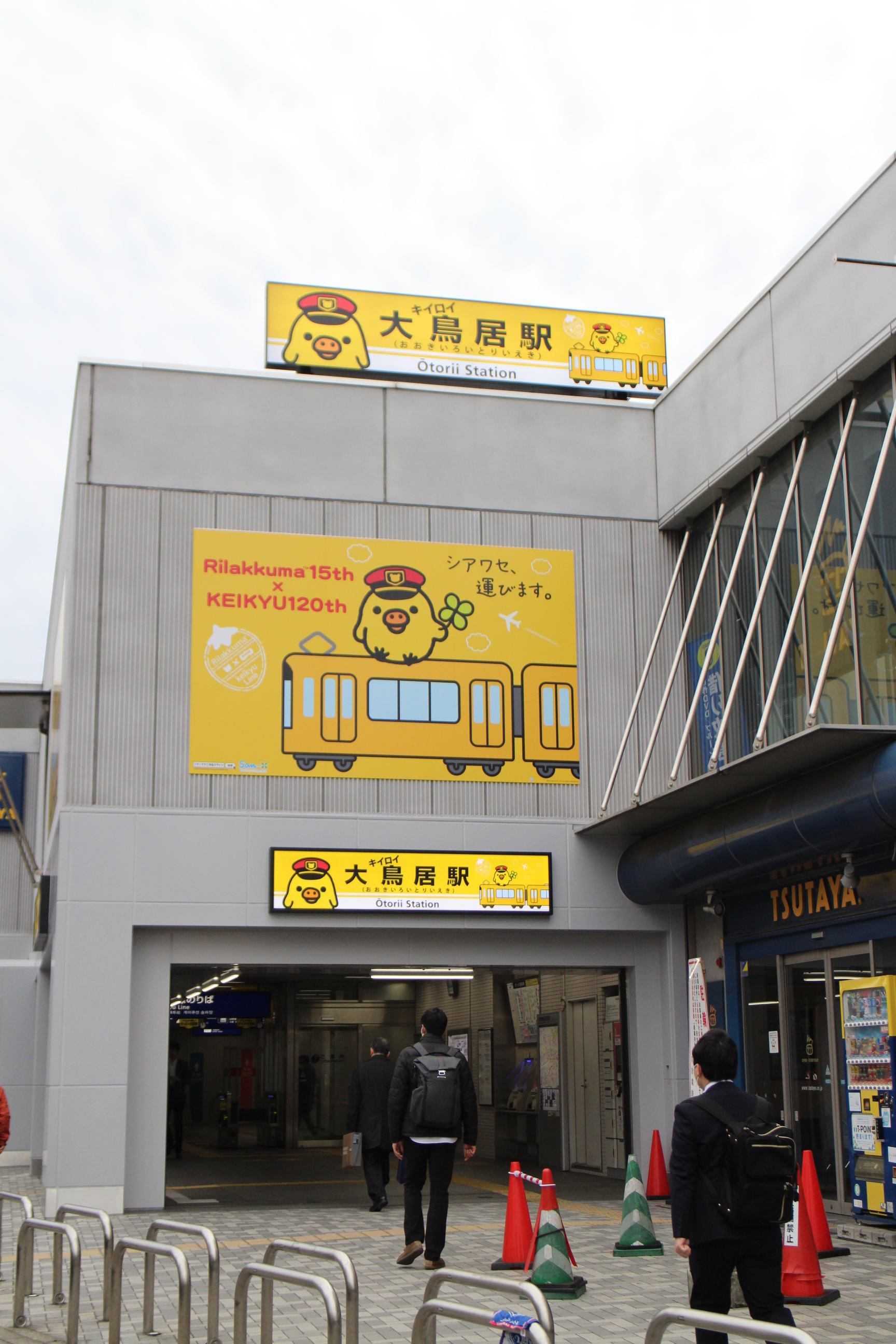
Cedule s Kiiroitorim na stanici Ótorí v Tokiu.
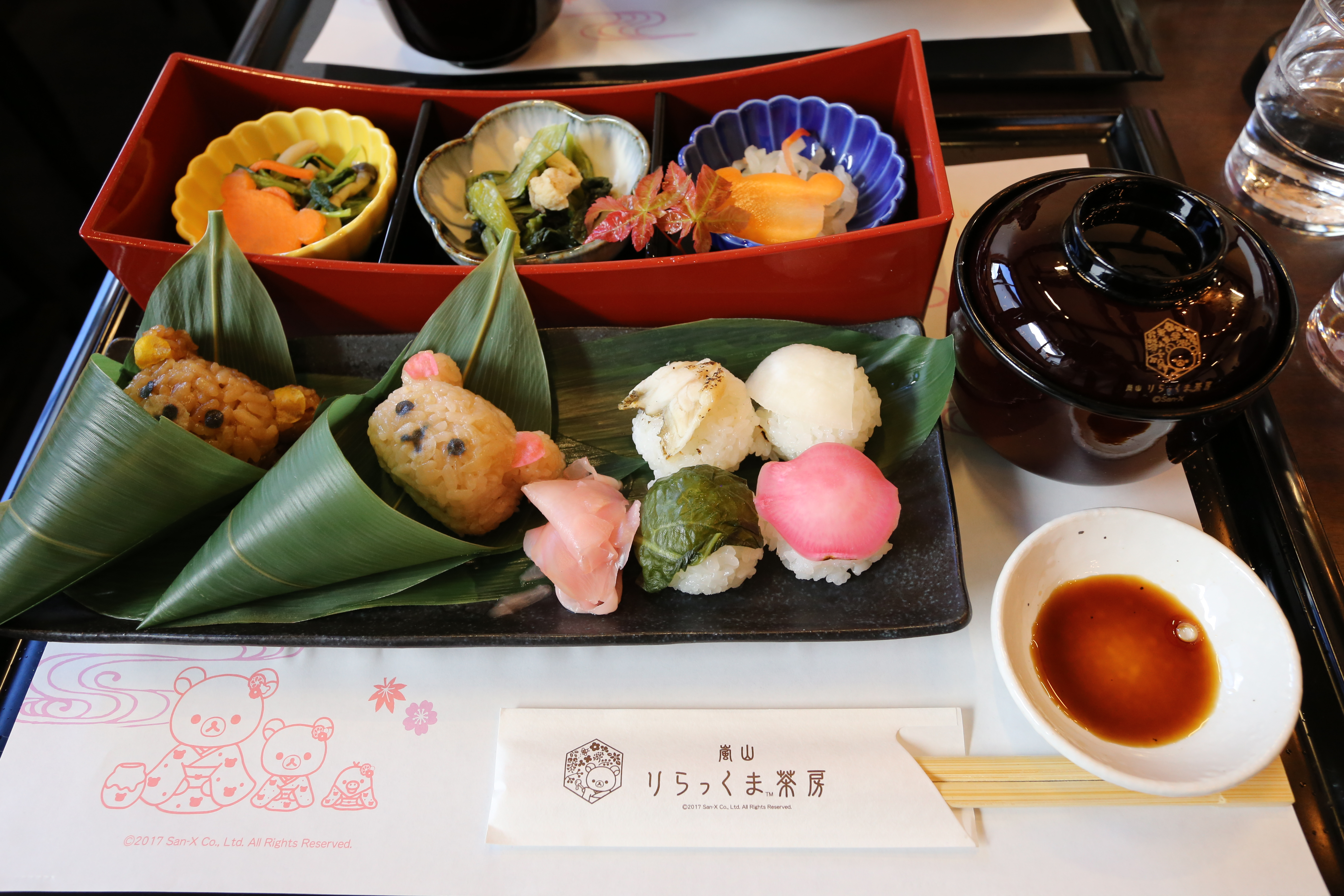
Jídlo v Hongkongské restauraci, rýže tvarovaná jako Rilakkuma.